# Palača Kroměříž
Nadbiskupska palača Kroměříž (češki: Zámek Kroměříž or Arcibiskupský zámek, njemački: Schloss Kremsier) je palača u češkom gradu Kroměřížu koja je bila glavnom rezidencijom biskupa i nadbiskupa Olomouca od 1777. godine.
Prvu gotičku rezidenciju s renesansnim detaljima osnovao je biskup Stanislas Thurzo 1497. godine. Tijekom Tridesetogodišnjeg rata, Šveđani su poharali dvorac 1643. godine.
Dvorac je obnovio tek biskup iz obitelji Lihtenštajn 1664. godine, zaduživši arhitekta Filiberta Lucchesea da ju uredi u baroknom stilu. Njegovo najvažnije djelo je vrt ispred palače, dok je nakon njegove smrti 1666. godine, vrtove unutar kompleksa i ostatak palače dovršio Giovanni Pietro Tencalla u duhu torinske škole arhitekture.
Nakon što je palača strašno stradala u velikom požaru 1752. godine, dva vodeća carska umjetnika, Franz Anton Maulbertsch i Josef Stern, su pozvana da oslikaju zidove dvorana palače. Osim njihovih slika, palača posjeduje i druge važne umjetnine, kao što je npr. Tizianova posljednja mitološka slika, "Bičevanje Marsijasa", te se njena kolekcija smatra drugom najvažnijom u Češkoj, poslije Državnog muzeja u Pragu. Najveći dio kolekcije priskrbio je biskup Karel u Kölnu 1673. godine. U palači se nalazi i izvanredno vrijedan glazbeni arhiv i knjižnjica s preko 33.000 svezaka.
Palača je upisana na UNESCO-ov popis mjesta svjetske baštine u Europi 1998. godine kao "izvanredan primjer europske kneževske plemićke rezidencije koja posjeduje neobično velik i nedirnut barokni vrt". Palača ima nekoliko perivoja i manje formalan engleski park iz 19. stoljeća koji je stradao u poplavama 1997. godine.
Miloš Forman je iskoristio unutrašnjost palače za scenografiju u svom proslavljenom filmu, Amadeus (1984) o životu W. A. Mozarta.

## Vanjske poveznice
- Fotografije palače Kroměříž
- QTVR virtualni obilazak Kromeriza
- Neslužbena stranica spomenika  Arhivirana inačica izvorne stranice od 11. prosinca 2020. (Wayback Machine)

### Ostali projekti
|  | Zajednički poslužitelj ima još gradiva o temi Palača Kroměříž |